# NGC 339
NGC 339 (również ESO 29-SC25) – gromada otwarta znajdująca się w gwiazdozbiorze Tukana. Odkrył ją John Herschel 18 września 1835 roku. Gromada ta znajduje się w Małym Obłoku Magellana.